# 哥倫比亞俯海鯰
哥倫比亞俯海鯰為輻鰭魚綱鯰形目海鯰科的其中一種，分布於南美洲哥倫比亞及委內瑞拉的淡水、半鹹水水域，體長可達30.6公分，棲息在底層水域，屬肉食性，生活習性不明。

## 擴展閱讀
維基物種上的相關：哥倫比亞俯海鯰